# Enicospilus plagiatus
Enicospilus plagiatus là một loài tò vò trong họ Ichneumonidae.